# Herman Panneels

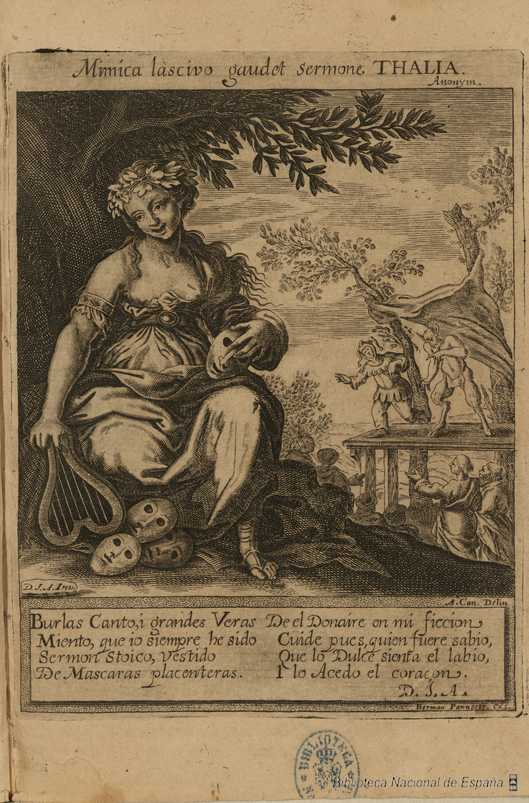
Thalia, grabado de Herman Panneels sobre un dibujo de Alonso Cano para la obra de Francisco de Quevedo, El Parnaso español, Madrid, por Diego Díaz de la Carrera, 1648.

Herman Panneels (fl 1634-1651) fue un grabador calcográfico de origen flamenco activo en Madrid. 
Según Juan Agustín Ceán Bermúdez, Herman Panneels habría sido natural de Amberes y discípulo de Rubens, sin embargo no cabe descartar que se trate de una confusión con Willem Panneels, grabador establecido en Alemania, del que se conocen efectivamente algunas copias de obras de Rubens, sin que quepa afirmar la existencia de lazos de parentesco entre ellos.
En Madrid entró en contacto con otros grabadores flamencos como Diego de Astor o Juan de Noort, con quien compartió las ilustraciones de El Parnaso español de Francisco de Quevedo en la edición de José Antonio González de Salas (Madrid, Diego Díaz de la Carrera, 1648), correspondiéndole las estampas dedicadas a las musas Polimnia, Clío y Talía sobre dibujos de Alonso Cano.
En 1638 grabó los retratos del rey Felipe IV, con las alegorías de la Religión y de la Fe, y del conde-duque de Olivares, rodeado por ramos de olivo, ambos a partir de pinturas originales de Velázquez («Ex archetypo Velazquez») que salieron publicados con la obra de Juan Antonio de Tapia y Robles, Ilustración del renombre de Grande, Madrid, Francisco Martínez.
Su ocupación principal, como para el resto de grabadores establecidos en Madrid en el siglo XVII, fue la ilustración de portadas de libros, en lo que se muestra decididamente barroco. Pueden mencionarse entre muchas otras las portadas del libro de fray Francisco de Santa María, Reforma de los Descalços de Nuestra Señora del Carmen, en Madrid, por Diego Díaz de la Carrera, 1644; la de la  Anamnesis de Juan Tamayo de Salazar (1651), sobre un dibujo de Antonio van de Pere, o la del libro de Vicente Tortoreti, Maximiliano socorrido y fragmentos eucarísticos recogidos en la colocación del Santísimo en la capilla real de Rei nuestro señor don Felipe IV el Grande, en Madrid por Francisco Martínez, 1639, en la que es posible advertir el recuerdo del Pia Desideria de Hugo Herman. 